# اصبغها باللون الأسود (أغنية)

اصبغها باللون الأسود (بالإنجليزية: Paint It Black) أغنية لفريق الروك البريطاني رولينج ستونز. كتبها ميك جاغر وكيث ريتشاردز، وهي أغنية سريعة بتأثيرات هندية وشرق أوسطية وأوروبية شرقية تتميز بدور آلة السيتار الذي يعزف عليه عضو الفريق متعدد الآلات براين جونز. الكلمات تدور حول الحزن والموت والخسارة. صدرت الأغنية كأغنية فردية في 7 مايو 1966 في الولايات المتحدة، وفي 13 مايو في المملكة المتحدة. كانت هي الأغنية الإفتتاحية في النسخة الأمريكية من ألبوم الاستديو للفريق عام 1966.

## طاقم العزف والتسجيل
طاقم الفريق
ميك جاغر: غناء رئيسي (كاتب الأغنية)
كيث ريتشاردز: جيتار صوتي (اكوستيك)، وجيتار رئيسي، وغناء مساند (كاتب الأغنية)
بريان جونز: سيتار، وجيتار صوتي (أكوستيك)
بيل وايمان: باس جيتار، وهاموند أورغن
تشارلي واتس: طبول، وإيقاع
موسيقيون إضافيين
جاك نيتشه: بيانو
موسيقيون الأستوديو: الدف، والبونجو، والصنج
ديف هسينجر: مهندس صوت
أندرو لوج أولدهام: منتج
تم التسجيل في استوديوهات آر سي آيه (لوس أنجلوس).

## استقبال الأغنية وتقديرها
كانت التعليقات والنقد في ذلك الوقت مختلطة، حيث اعتقد بعض نقاد الموسيقى أن صوت السيتار كان محاولة لنسخ فريق البيتلز، وصنفت مجلة الرولنج ستون الأغنية واحدة من أعظم الأغاني في كل العصور. استمرت الأغنية على قائمة الهوت بيلبور أحد عشر أسبوعًا بما في ذلك اثنان في المركز الأول، وقضت ما مجموعه 21 أسبوعًا، بما في ذلك أسبوعاً واحداً في قمة قائمة أفضل الأغاني الفردية في المملكة المتحدة. كانت ثالث أغنية منفردة في الولايات المتحدة والسادسة في المملكة المتحدة. تصدرت الأغنية أيضًا القوائم في كندا وهولندا. حصلت على شهادة البلاتين في المملكة المتحدة من منظمة صناعة التسجيلات البريطانية، وحصلت من اتحاد صناعة الموسيقى الإيطالية على الأسطوانة الذهبية.
ظلت الأغنية مؤثرة منذ إصدارها الأولي، كأول أغنية تتضمن آلة السيتار، خاصة في المملكة المتحدة، حيث تم عزفها في مناسبتين للترويج للأغنية، فقد أداها الفريق ضمن البرنامج الأمريكي الشهير «اد سوليفان شو». قام عدد 247 من الفنانين والفرق الموسيقية بأداء نسخهم الخاصة من «اصبغها باللون الأسود»، وظهرت كموسيقى تصويرية في كثير من الأفلام، تم تضمين الأغنية في القوائم المحددة للجولات المتعددة لفريق الرولينج ستونز وتم إدخالها في قاعة مشاهير جرامي في عام 2018.
رد بريان جونز على الادعاءات القائلة بأن الأغنية كانت مجرد تقليد لفرقة البيتلز، حيث قال جونز: «يا له من هراء مطلق»، وقارن الحجة بالقول إن كل الفرق التي تستخدم الجيتار تنسخ من بعضها البعض فقط باستخدام الآلة. يتفق جوناثان بيلمان، عالم الموسيقى الأمريكي، مع جونز، حيث كتب في عدد عام 1997 من مجلة علم الموسيقى أن الأحداث هي مثال على التجارب الموسيقية والآلات المتزامنة. أصبح جزء السيتار الخاص بجونز في الأغنية مؤثرًا في تطوير نوع فرعي كامل من موسيقى السيكاديلك Psychedelic ذات المفاتيح الثانوية.
أشاد نقاد صحيفة ميلودي ميكر Melody Maker بالأغنية، واصفين إياها بأنها «شغب هندي مجيد يعيد فريق الستونز إلى المركز الأول». كتب بيني فالنتين من المجلة البريطانية «ديسك أند ميوزك ايكوDisc and Music Echo»، واشاد بغناء جاغر، مشيراً إلى أنه كان «أفضل من أي وقت مضى»، ومع ذلك انتقد فالنتين عزف السيتار.

## الأغنية على القوائم حول العالم
احتلت الأغنية المركز الأول في (كندا – هولندا – بريطانيا – الولايات المتحدة)
احتلت المركز الثاني في (النمسا – ألمانيا – ايرلندا – النرويج)
احتلت المراكز الثالث والرابع في (بلجيكا – نيوزيلندا)
كما تضمنتها قوائم أفضل أغاني عام 1966 لعديد من الدول.

## إعادة الإصدار
تم إعادة إصدار الأغنية في عام 1990، وفي عام 2007، وفي عام 2012، وفي كل إعادة إصدار كانت تحتل مراكز على القوائم العالمية:
إصدار عام 1990: ظهرت في المركز الأول في هولندا، والمركز 11 في بلجيكا، والمركز 61 في المملكة المتحدة.
إصدار عام 2007: ظهرت في المركز 49 في ألمانيا، والمركز 70 في المملكة المتحدة.
إصدار عام 2012: ظهرت في المركز 127 في فرنسا.

## كلمات الأغنية
أرى بابًا أحمر وأريده باللون الأسود I see a red door and I want it painted black
لا ألوان بعد الآن، أريدهم أن يتحولوا إلى اللون الأسود No colours anymore, I want them to turn black
أرى الفتيات يرتدين ملابس الصيف I see the girls walk by dressed in their summer clothes
لا بد لي أدير رأسي حتى ينتهي ظلامي I have to turn my head until my darkness goes
أرى مجموعة من السيارات وجميعها مطلية باللون الأسود I see a line of cars and they're all painted black
مع الزهور وحبي، كلاهما لن يعود أبدًا With flowers and my love, both never to come back
أرى الناس يديرون رؤوسهم وينظرون بعيدًا بسرعة I see people turn their heads and quickly look away
مثل الأطفال حديثي الولادة، يحدث هذا كل يوم Like a newborn baby, it just happens every day
أنظر إلى داخل نفسي وأرى أن قلبي أسود I look inside myself and see my heart is black
أرى بابي الأحمر، لا بد لي ان اصبغه باللون الأسود I see my red door, I must have it painted black
ربما بعد ذلك سأتلاشى ولن أضطر إلى مواجهة الحقائق Maybe then I'll fade away and not have to face the facts
ليس من السهل المواجهة عندما يكون عالمك كله أسود It's not easy facing up when your whole world is black
لن يتحول البحر الأخضر بعد الآن إلى اللون الأزرق الأعمق No more will my green sea go turn a deeper blue
لا أتوقع حدوث هذا الشيء لك I could not foresee this thing happening to you
إذا نظرت بجدية كافية في غروب الشمس If I look hard enough into the setting sun
حبي سوف يضحك معي قبل أن يأتي الصباح My love will laugh with me before the morning comes
أريد أن أرى وجهك باللون الأسود I wanna see your face, painted black
أسود كالليل، أسود مثل الفحم Black as night, black as coal
أريد أن أرى الشمس ملطخة في السماء I wanna see the sun blotted out from the sky
أريد أن أراها مطلية، مرسومة، مطلية، مطلية بالأسود I wanna see it painted, painted, painted, painted black

## وصلات خارجية
https://www.songfacts.com/facts/the-rolling-stones/paint-it-black اصبغها باللون الأسود (أغنية)
https://rollingstones.com/ اصبغها باللون الأسود (أغنية)
https://www.youtube.com/watch?v=O4irXQhgMqg اصبغها باللون الأسود (أغنية)